# Let's Get Lost (film, 1988)
Pour les articles homonymes, voir Let's Get Lost.
Pour plus de détails, voir Fiche technique et Distribution.
Let's Get Lost est un film américain réalisé par Bruce Weber, sorti en 1988. 
Le film est un documentaire mélancolique en noir et blanc sur la vie tourmentée du trompettiste de jazz Chet Baker, qui s'est achevée de façon brutale et tragique à 58 ans.

## Synopsis
Le film est un documentaire sur la vie tourmentée du trompettiste de jazz Chet Baker, avec des témoignages, des extraits musicaux, séquences de chant et de trompette de 1987 et des archives des années 50 et 60.

## Fiche technique
- Titre : Let's Get Lost
- Réalisation : Bruce Weber
- Photographie : Jeff Preiss
- Montage : Angelo Corrao
- Production : Bruce Weber
- Société de production : Little Bear production, Nan Bush et Zeitgeist Films
- Société de distribution : MK2 Diffusion (France)
- Pays :  États-Unis
- Genre : Documentaire
- Durée : 120 minutes
- Dates de sortie : 
  - Canada : 15 septembre 1988 (festival international du film de Toronto)
  - États-Unis : 5 octobre 1989
  - France : 7 février 1990

## Production
En 1987, le réalisateur Bruce Weber, également photographe, décide de prolonger une séance photo avec Chet Baker pour interviewer le musicien, ses compagnes, sa mère, ses enfants, ses amis musiciens.

## Sortie et accueil

### Sortie
Le 19 juin 2024, le film sort dans une nouvelle version en 4K.

### Critique
Le film a reçu un accueil très favorable de la critique. Il obtient un score moyen de 85 % sur Metacritic.

### Distinctions
À Venise, le film reçoit le Prix de la Critique.
En 1989, le film est nommé à l'Oscar du meilleur film documentaire.